# Archboldiodendron calosericeum
Archboldiodendron calosericeum är en tvåhjärtbladig växtart. Archboldiodendron calosericeum ingår i släktet Archboldiodendron och familjen Pentaphylacaceae.

## Underarter
Arten delas in i följande underarter:
- A. c. calosericeum
- A. c. kaindiensis
- A. c. merrillianum